# François Véron
Pour les articles homonymes, voir Véron.
 (avril 2019).
Si vous disposez d'ouvrages ou d'articles de référence ou si vous connaissez des sites web de qualité traitant du thème abordé ici, merci de compléter l'article en donnant les références utiles à sa vérifiabilité et en les liant à la section « Notes et références ».
François Véron, né en 1575 et mort le 6 décembre 1649 est un savant jésuite français, prédicateur et lecteur du roi, ainsi qu'écrivain député du clergé pour les controverses.

## Biographie
Il a été curé de Charenton-le-Pont près de Paris.
Il est l'auteur d'une série considérable de textes (traités, actes de conférences) sur la foi catholique et contre l'Église réformée.
Il a inventé une technique polémique infaillible,  la Véronique, qui consiste à acculer l'adversaire en exigeant à chaque fois de lui les passages de la Bible sur lesquels il s'appuie, qu'il utilise lors des controverses avec ceux de la Religion Prétendue Réformée (RPR)

## Ouvrages
Il a rédigé entre autres :
- Professio fidei catholicae... (Profession de la foy catholique...)
- Abbrégé des méthodes de traicter des controverses de religion, enseignées et prattiquées par S. Augustin et par les autres SS. Pères...
- Apologie des Saincts Pères séants ès conciles des cinq premiers siècles... (1623)
- Méthode nouvelle facile et solide de convaincre de nullité la Religion prétendue réformée...; Réponse à tous les livres de Calvin, Beze... (1623)
- L'accomplissement de la prophétie de David de la prise de Montauban et de La Rochelle, et discours sur le glorieux retour de monseigneur l'illustrissime cardinal de Richelieu (1629)
- Actes de la conférence sur tous les articles débattus en la religion, spécialement sur le S. Sacrement de l'Eucharistie par l'Escriture saincte et les falsifications des Bibles de Genève (1629)
- Du schisme et hérésie damnable des ministres de Charenton... (après 1631)
- Accusation faite par-devant nosseigneurs de l'Assemblée générale du clergé contre Daillé, ministre de Charenton, prédicant d'une tierce religion abolissante toutes les autres, Mestrezat, complice (1635)
- La discipline des églises prétendues réformées de France c’est-à-dire, l’ordre par lequel elles sont conduites et gouvernées ; suivant qu’elle a esté reveue et corrigée au synode national tenu à Charenton l’an 1631 ; avec la réfutation d’icelle ... (1643)
- De regula fidei catholicae... (Règle générale de la foy catholique...) (1645)

Plusieurs ouvrages sont traduits en anglais et en allemand.